# Kari-Pekka Laaksonen
Kari-Pekka Laaksonen (Valkeakoski, 23 april 1967) is een Fins autocoureur.

## Carrière
Laaksonen begon zijn autosportcarrière in 2010 in de Finnish V1600 Cup en werd dat jaar achtste in het kampioenschap. In 2011 maakte hij de overstap naar de Finnish Xtreme Race Cup en werd veertiende in zowel 2011 als 2012. In 2013 ging hij rijden in de Porsche GT3 Cup Finland en behaalde drie podiumplaatsen in zijn eerste seizoen. In 2014 won hij hier twee races en stond vijf keer op het podium, waardoor hij zevende werd in de eindstand. In 2015 reed hij in slechts vier races, maar won wel één race en behaalde twee podiumplaatsen. Daarnaast nam hij dat jaar mee aan de 24 uur van de Nürburgring en werd twaalfde in de SP7-klasse.
In 2016 maakte Laaksonen de overstap naar het nieuwe ADAC TCR Germany Touring Car Championship, waarin hij voor LMS Racing uitkwam. Tijdens het raceweekend op de Sachsenring werd hij veertiende en vijftiende in de races. Daarnaast kwam hij dat jaar uit in de TCR International Series voor LMS in een Seat León Cup Racer tijdens het raceweekend op het Chang International Circuit en werd hier zeventiende en dertiende.